# Carriage Return Line Feed
En informatique, CRLF (ou CR+LF), est une séquence de deux octets qui indique une fin de ligne (et surtout une nouvelle ligne) dans un texte. Le sigle CRLF provient de la juxtaposition du sigle de Carriage Return (retour chariot) et de Line Feed (saut de ligne).
Le CRLF est parfois faussement appelé retour chariot (nom du seul caractère CR), car avant l'existence des ordinateurs, les machines à écrire faisaient un retour physique du chariot. Le chariot désignant ici une pièce mobile semblable à une navette, animée d'un mouvement de va-et-vient, qui relie les divers organes d'une machine (comme les chariots du métier à tisser, le chariot d'une machine à écrire) et qui avance au fur et à mesure de la frappe.
CRLF n'est pas un caractère ASCII mais l'association de deux caractères ASCII : le caractère 13 (0x0D) suivi du caractère 10 (0x0A).
L'association des deux a une histoire logique : le retour chariot sans saut de ligne permettant de revenir en début de ligne pour réimprimer par-dessus le texte déjà écrit (pour rayer une mention par exemple, ou faire du gras en ressaisissant). En pratique, cela n'est plus utilisé même si la combinaison est restée. Certains systèmes considèrent qu'un saut de ligne (passage à la ligne suivante) est automatiquement combiné à un retour chariot (en début de la nouvelle ligne). C'est pourquoi le LF leur suffit. D'autres ne font pas la distinction et réagissent de même avec un simple CR. Le LF, à l'époque des machines à écrire, se contentait de passer à la ligne suivante sans déplacer le chariot ; d'où la nécessité de combiner les deux pour commencer une nouvelle ligne.
Dans de nombreux langages de programmation CRLF est représenté par \r\n. \r correspond à CR (Carriage Return) et \n (pour "new line", « nouvelle ligne ») correspond à LF (Line Feed).
Le CRLF est surtout utilisé par les logiciels sous Windows, mais d'autres systèmes d'exploitation le reconnaissent. Cependant, certains logiciels ont des standards qui les empêchent de reconnaître le CRLF. Il existe des programmes qui convertissent le CRLF en un autre caractère de contrôle équivalent. Unix, par exemple, n'utilise que le caractère LF pour une nouvelle ligne, alors que Mac OS avant sa version 10 (version basée en partie sur BSD, un Unix) n'utilisait que le CR.